# Rockå-Småsjöarna
Rockå-Småsjöarna är en sjö i Strömsunds kommun i Ångermanland och ingår i Ångermanälvens huvudavrinningsområde. Sjön har en area på 0,326 kvadratkilometer och ligger 261 meter över havet. Rockå-Småsjöarna ligger i Rörströmsälven (Jämtlands län) Natura 2000-område. Sjön avvattnas av vattendraget Rockån.

## Delavrinningsområde
Rockå-Småsjöarna ingår i det delavrinningsområde (712468-152160) som SMHI kallar för Mynnar i Rockå-Småsjöarna. Medelhöjden är 306 meter över havet och ytan är 2,78 kvadratkilometer. Det finns ett avrinningsområde uppströms, och räknas det in blir den ackumulerade arean 31,17 kvadratkilometer. Rockån som avvattnar avrinningsområdet har biflödesordning 4, vilket innebär att vattnet flödar genom totalt 4 vattendrag innan det når havet efter 209 kilometer. Avrinningsområdet består mestadels av skog (73 procent). Avrinningsområdet har 0,3 kvadratkilometer vattenytor vilket ger det en sjöprocent på 10,6 procent.